# Hohenlinden
Hohenlinden település Németországban, azon belül Bajorországban. Lakosainak száma 3390 fő (2023. december 31.). Hohenlinden Steinhöring, Ebersberg, Ebersberger Forst, Forstinning, Forstern, Isen és Maitenbeth községekkel határos.

## Népesség
A település népessége az elmúlt években az alábbi módon változott:
| Lakosok száma | 920  | 1683 | 2065 | 2149 | 2956 | 3046 | 3106 | 3179 | 3337 | 3390 |
|               | 1875 | 1950 | 1975 | 1987 | 2012 | 2014 | 2016 | 2017 | 2021 | 2023 |

## Fekvése
Markt Schwabentől délkeletre fekvő település.